# Bythaelurus immaculatus
Bythaelurus immaculatus es una especie de peces de la familia Scyliorhinidae en el orden de los Carcharhiniformes.

## Morfología
• Los machos pueden llegar alcanzar los 71 cm de longitud total.

## Hábitat
Es un pez de mar  que vive entre 534-1020 m de profundidad.

## Distribución geográfica
Se encuentra en el Mar de la China Meridional.